# 백상규
백상규(白象圭, 1880년 10월 4일~1957년 12월 26일)는 일제강점기의 교육인이자 대한민국의 정치인, 국회의원이었다.

## 생애
동양척식주식회사 위원을 지낸 친일파 금융인이자 기업인인 백완혁(白完爀)의 아들이다. 순종 때 내부비서관과 내부대신 비서관을 지냈다. 미국 브라운 대학교를 졸업한 후 보성전문학교 교수를 지냈다.
1945년 9월 8일 새벽, 조한용, 여운홍과 함께, 인천으로 상륙한 미 24군단 사령관 존 하지에게 면담을 요청하였으나 거절당하였다. 백상규는 유창한 영어로 자신이 브라운 대학교를 장학생으로 졸업했다는 것을 포함하여 자기 일행이 온 목적을 설명했다. 명문 브라운 대의 장학생이라는 것은 미군에게 놀라운 일이었다. 미군 장교 가운데 브라운 대학교 출신이 있어 확인 작업에 들어갔다. 학교의 건물 모양에서부터 교수 이름에 이르기까지 몇 차례 질문이 오고갔다. 장교는 "적어도 한때 브라운대 학생이었던 것만은 분명한 사실"이라는 보증을 섰다. 그러나 하지는 면담을 거절하였다.
제2대 국회의원으로 있다가 한국전쟁 때 납북되었다.

## 약력
- 미국 브라운 대학교 졸업
- 보성전문학교 교수
- 대한적십자사 부총재
- 제2대 국회의원

## 일화
- 해방 이후 초기 적십자사 활동에 열성적이었던 백상규는 대한적십자사에 20만평의 토지를 기부하였다.

- 1950년 3월 학제 변경으로 이화여중이 여고와 여중으로 분리되어 신축교사가 필요했던 이화여중에 백상규는 자신과 아들 소유의 서울 종로구 서린동 소재의 100만평대 땅을 희사했다고 한다.[5]

- 장단군 출신의 대지주로서 한국전쟁 때 납북된 후 1973년 당시 싯가 3억원 짜리의 서울시 종로구 명륜동 1가 소재 앵두밭을 두고 가족과 관리인 등 간에 17년에 걸쳐 주인이 10 차례 바뀌는 '해방 이후 최장기 소유권 분쟁'이 있었다.[6]

## 가족관계
- 부 : 백완혁(白完爀, 1856년 ~ 1938년) 친일파 금융인, 기업인
  - 형 : 백상길(白象吉)
    - 조카 : 백창덕(白昌德)

  - 부인 : 한기주(韓錡柱, 1901년 ~ ? )
    - 아들 : 백남진(白南鎭)
    - 아들 : 백유진(白有鎭)
    - 딸 : 백은진(白恩鎭, 1933년 ~ ) 예일대 물리학박사[7]
    - 사위 : 조지 진넬만(1921년 ~ ) 미국인, 브린만대학 물리학과 교수

## 역대 선거 결과
| 실시년도 | 선거    | 대수 | 직책     | 선거구      | 정당   | 득표수  | 득표율           | 순위 | 당락 | 비고 |
| -------- | ------- | ---- | -------- | ----------- | ------ | ------- | ---------------- | ---- | ---- | ---- |
| 1950년   | 총선    | 2대  | 국회의원 | 경기 장단군 | 무소속 | 4,315표 | \| \| 100.00% \| | 1위  |      | 초선 |
|          | 100.00% |      |          |             |        |         |                  |      |      |      |

## 참고 자료
- 백상규 - 대한민국헌정회
- 엠파스 백과사전 - 백상규[깨진 링크(과거 내용 찾기)]